# Hardenberg-Stellung
Die Hardenberg-Stellung war Teil des deutschen Verteidigungssystems im Endkampf um Berlin ab 16. April 1945, dem Beginn der sowjetischen Schlussoffensive an der Oderfront. Hinter der Hauptkampflinie, die sich entlang der Oder zog, erstreckte sich die Stellung als Auffangstellung auf den westlich der Oder gelegenen Höhenzügen, teilweise jedoch auch bis hinunter zur Alten Oder. Sie war wie die anderen Verteidigungsstellungen an der östlichen Front eine improvisierte Anlage zur Befestigung des Fronthinterlandes, die nach den ersten sowjetischen Durchbrüchen durch die Hauptkampflinie in der Schlacht um die Seelower Höhen nur wenige Stunden oder Tage hielt. 
Hinter der Hardenberg-Stellung gab es westlich Richtung Berlin noch eine weitere Auffangposition, die wie schon zuvor eine Stellung des so genannten Ostwalls bezeichnete Wotan-Stellung, die sich vom Schermützelsee bei Buckow bis Fürstenwalde erstreckte, und ebenfalls nur kurze Zeit hielt. 
Mit der bedingungslosen Kapitulation Berlins gegenüber den sowjetischen Truppen am 2. Mai 1945 war der Zweite Weltkrieg an diesem Teil des Kriegsschauplatzes beendet. 
Die Benennung der Stellung, offenbar nach dem preußischen Staatsmann Karl August von Hardenberg, ist bemerkenswert, da es sich bei Hardenberg um einen bekennenden Freimaurer handelte, während im „Dritten Reich“ Freimaurer verfolgt wurden, und Hardenberg zum Bündnis Preußens mit Russland beigetragen hatte, um Napoleon zu stürzen. Möglicherweise wurde die Benennung in Kenntnis oder Unkenntnis dieser historischen Zusammenhänge wegen der zentralen Lage im Frontverlauf des Ortes Neuhardenberg, wo sich ein Schloss des Grafen befand, gewählt.